# جوائز كرانشي رول للأنمي

جوائز كرانشي رول للأنمي (بالإنجليزية: Crunchyroll Anime Awards) هي جوائز تُمنحها سنويًا كرانشي رول لخدمة البث المباشر للأنمي لتقدير أفضل أنيمي للعام السابق (أنيمي: التصوير السينمائي للرسوم المتحركة) (شركة كرانشي رول: هي شركة توزيع، ونشر، وإنتاج، وترخيص أمريكية تركز على أعمال الأنيمي، والمانجا وهي القصص المصورة أو الروايات المصورة التي نشأت من اليابان، والدراما اليابانية). تم الإعلان عن الجوائز في ديسمبر 2016، وتم تقديمها لأول مرة في يناير 2017.
تصف شركة «كرانشي رول» الحدث بانه: «الحدث العالمي الذي يعترف بعروض الرسوم المتحركة، والشخصيات، والفنانين التي يحبها المعجبون في جميع أنحاء العالم».
أقامت شركة كرانشي رول حفل توزيع جوائز الأنمي الخامس في 20 فبراير 2021، وفاز مسلسل «جوجوتسو كايسن Jujutsu Kaisen» الياباني بجائزة أفضل أنمي العام.

## كيف تتم إجراءات التحكيم
تختار لجنة من المحكمين الأفلام المرشحة عبر عملية تصويت من جولتين لإنتاج القائمة النهائية. يمكن إضافة الفئات أو إزالتها بناءً على شعبية المعجبين على مدار السنوات الماضية، وكذلك بناءً على تعليقات المعجبين. يتم الإعلان عن فترة التصويت قبل أيام. يختلف إعلان المرشحين في كل طبعة؛ تم الإعلان عنه في الإصدار الأخير في اليوم الأول. عادة ما يكون التصويت مفتوحًا لمدة أسبوع، حيث يمكن للجمهور التصويت مرة واحدة يوميًا لكل فئة. الفائزون من كل فئة هم الذين حصلوا على أكبر عدد من الأصوات. 70٪ من الأصوات ستأتي من القضاة بينما التصويت العام يمثل 30٪ المتبقية.

## وصلات خارجية
https://annieawards.org/nominations جوائز كرانشي رول للأنمي
https://www.crunchyroll.com/anime-news/2021/02/19-1/rewatch-the-2021-anime-awards-here-and-find-out-who-won جوائز كرانشي رول للأنمي
https://www.crunchyroll.com/anime-feature/2020/02/15-1/winners-of-the-2020-anime-awards-updated-live جوائز كرانشي رول للأنمي
https://www.crunchyroll.com/anime-news/2019/02/16/winners-of-the-2019-anime-awardsupdated-live جوائز كرانشي رول للأنمي
https://www.crunchyroll.com/anime-news/2019/01/11/meet-the-nominees-for-the-2018-anime-awards جوائز كرانشي رول للأنمي
https://www.imdb.com/event/ev0025711/2017/1/ جوائز كرانشي رول للأنمي